# János Damjanich
János Damjanich (srbsky: Јован Дамјанић, romanizován: Jovan Damjanić; 8. prosince 1804, Staza – 6. října 1849, Arad) byl vojenský důstojník srbského původu a generál maďarské revoluční armády 1848. Za velezradu na Rakousku byl odsouzen k trestu smrti a popraven.
Před popravou pronesl: "Věřil jsem, že budu poslední, protože jsem byl v bitvě vždy první. Moje ubohá Emily! Ať žije Maďarsko!".
V Maďarsku je považován za národního hrdinu, v Srbsku je však považován za zrádce, jelikož bojoval proti jejich armádě a některé zdroje mu připisují výrok "Srbové by neměli existovat; nezůstanu v klidu, dokud nezemře poslední Srb na této zemi, a jakmile se to stane, zabiju se".